# 花園橋

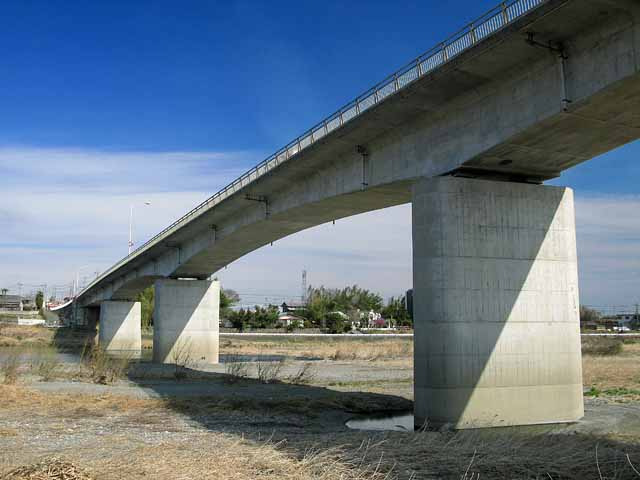
花園橋（2014年3月）

花園橋（はなぞのはし）は埼玉県大里郡寄居町赤浜と深谷市荒川の間に架かり、荒川を渡る埼玉県道296号菅谷寄居線の道路橋である。花園大橋とも呼ばれる。

## 概要
河口から89.8 kmの地点に架かる 総延長879.80メートル、幅員9.75メートル（車道7.25メートル、歩道2.25メートル）、最大支間長63.2メートル の橋（一等橋）で、渡河部は橋長568.8メートルで9径間のPC連続箱桁橋、陸上部は311.0メートルで10径間の鋼鈑桁橋である。歩道は上流側のみに設置されている。
橋の両側は河岸段丘になっていて右岸側と左岸側の段丘面を直接結んでいる。
また河川区域外を渡る区間が長く、右岸側の陸上部はより標高差の大きい段丘面に接続する必要があることから9パーセントの縦断勾配のある「S」の字状の鋼製の曲線橋になっていて、途中に赤浜下耕地と呼ばれる荒川沿いの広めの低平地に降りるための橋（通称「ランプ」）が分岐し地元住民の交通の便宜を図っている。
花園橋を北に進むと、国道140号バイパスに、さらに進むと国道140号（旧道）に至る。
コミュニティバスも含め、橋を通る公共交通機関は存在しないが、橋の北詰付近にデマンドバスである深谷市コミュニティバス（くるリン）花園西循環の「花園橋北」停留所がある。
渋滞が頻発する橋でその対策として埼玉県が事業主体となり、現在橋の南北にある交差点の整備事業を行っている。

## 歴史
橋は1988年架設された現行の永久橋より以前は冠水橋（かんすいきょう）だったため、幾度となく補修や改修が行なわれた。

### 1947年の橋
花園橋が開通する以前は「赤浜の渡し」と呼ばれる鎌倉街道に属する渡船4艘を有する私設の渡船 で対岸を結んでいた。場所は橋のやや上流側に位置していたが1815年（文化12年）頃は橋の下流側にある川越岩付近に渡船場が存在していた。開設当初は土橋を架けた時期もあったようだが、夏季に流失するので川船役所に申し立てて許可を受けた上で1815年（文化12年）頃より通年渡船を運行することとなった。この渡船場は1947年（昭和22年）の花園橋の開通により廃止された。橋は橋長185.8メートルで幅員3.6メートルの冠水橋である。

### 1960年の橋
1960年（昭和35年）3月 に工費557万7千円を投じ、木造桁の冠水橋として架け替えられた。
橋長185.8メートル、幅員3.6メートル。現在の橋のすぐ上流側に架設されていた。車幅制限は2.0メートルで重量制限は3.0トンでその旨を示す標識が設置されていた。道幅が狭いことから片側交互通行であった。 この橋は荒川橋とも呼ばれていた。この冠水橋は永久橋の開通に伴い撤去された。冠水橋の遺構や痕跡は残されていないが、北側の取り付け道路が現橋の側道として現存している。

### 1988年の橋
1980年（昭和55年）に関越自動車道花園インターチェンジが開通することが決まり、今後交通需要が高まることが予想されることから1979年（昭和54年）8月、花園町長を会長として周辺自治体による「新橋建設促進期成同盟会」を結成して県に陳情を重ねるなどをして橋の早期建設を求めた。 実際に花園インターチェンジの開通後は橋の交通量が増加したため、県は地域交通の円滑化に対処するため、1981年（昭和56年）度に事業化され、'88さいたま博覧会の開催に間に合わせるべく埼玉県が事業主体となり、総工費26億5700万円を投じて永久橋化の事業に着手した。橋の建設は経済性た施工性のほか、周囲との地形や景観との調和が考慮され、それまでの橋のすぐ下流側の位置に、埼玉県としては玉淀大橋に次いで2例目の 移動作業車（ワーゲン）による片持張出し架設工法（カンチレバー工法）により架けられ、1987年（昭和62年） 竣工し、冠水橋より付け替えられた。また、橋の建設に伴い、右岸側に取り付け道路が新設され、さらにこの取り付け道路を延長する形で一般町道として国道254号に至る道路が整備された。これが現在の花園橋である。1988年（昭和63年）2月17日10時より橋の開通式が挙行され、畑県知事、国・県会議員、建設省関係者および花園町長、寄居町長など関係者約150名が出席した。開通式は畑知事らが祝辞を述べた後、ミスさいたま博の挨拶が行なわれ、次に畑知事らによるテープカットが執り行われた。そして県警音楽隊を先導に三代家族による渡り初めが行われた。
開通当時は寄居町と花園町を結ぶ橋であったが、2006年（平成18年）1月1日の市町村合併（平成の大合併）により花園町は深谷市となった。

## 周辺
右岸側は工業団地、左岸側はバイパス周辺にロードサイド店舗が存在している。
付近の荒川には「青岩礫岩」があり、埼玉県の指定天然記念物に指定されている。この辺りの荒川の河川敷は狭く、河原の堆積物は砂礫が中心である。なお、この橋を境に河川の管轄が変わり、上流側は埼玉県が、下流側は国土交通省荒川上流河川事務所が荒川を管理している。
- 花園インターチェンジ
- 道の駅はなぞの
- 深谷市立花園小学校
- 黒田古墳群
- 深谷市花園消防署
- 寄居町役場男衾連絡所
- 寄居町立男衾小学校・中学校
- 男衾駅

## その他
- 埼玉県が発行する花園橋の橋カードが道の駅はなぞので配布されている[23]。橋カードには橋の写真のほか、橋に関するデータが記されている。

## 風景

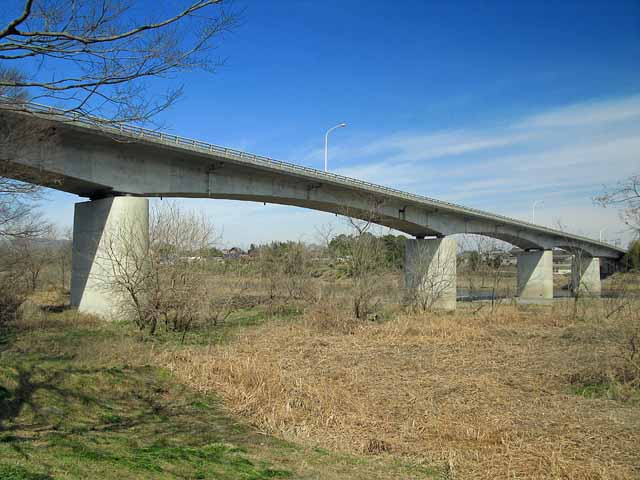
右岸上流側から
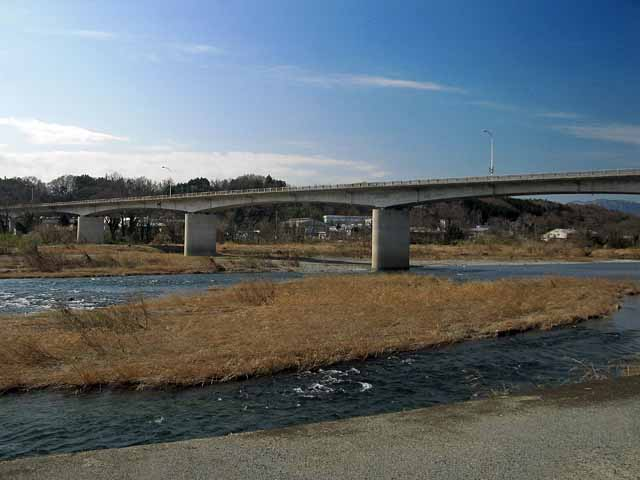
左岸下流側から

## 隣の橋
- 荒川

（上流） - 荒川橋梁 - 玉淀大橋 - 花園橋 - 関越荒川橋 - 重忠橋 - （下流）